# Eishockey-Bundesliga 1963/64
Die Saison 1963/64 war die sechste Spielzeit der Bundesliga, der höchsten deutschen Eishockeyliga, und zugleich die erste, die vom neu gegründeten Deutschen Eishockey-Bund organisiert wurde. Deutscher Meister wurde der EV Füssen, der damit seinen Titel erfolgreich verteidigen und seine insgesamt elfte Meisterschaft gewinnen konnte. In die Oberliga musste der ehemalige Meister Preussen Krefeld absteigen, der durch den Oberligameister TuS Eintracht Dortmund ersetzt wurde.

## Voraussetzungen

### Teilnehmer
- EC Bad Tölz
- EV Füssen (Titelverteidiger)
- ESV Kaufbeuren
- Krefelder EV
- Preussen Krefeld
- EV Landshut (Aufsteiger)
- Mannheimer ERC
- SC Riessersee

### Modus
Wie im Vorjahr bestritten die acht teilnehmenden Mannschaften zunächst eine Einfachrunde, nach der sich die besten vier Vereine für die Meisterrunde qualifizierten. Dort wurde schließlich unter Mitnahme der Vorrundenpunkte in einer erneuten Einfachrunde der Deutsche Meister ermittelt. Die übrigen vier Mannschaften bestritten, ebenfalls unter der Mitnahme der Vorrundenpunkte, eine Abstiegsrunde. Die Relegationsspiele wurden abgeschafft, sodass das letztplatzierte Team direkt in die Oberliga abstieg, während der Meister dieser Spielklasse im nächsten Jahr am Spielbetrieb der Bundesliga teilnehmen durfte.

## Vorrunde
|    |                  | Sp | S  | U | N  | Tore  | Punkte |
| -- | ---------------- | -- | -- | - | -- | ----- | ------ |
| 1. | EV Füssen        | 14 | 12 | 1 | 01 | 84:24 | 25:03  |
| 2. | EC Bad Tölz      | 14 | 09 | 1 | 04 | 59:44 | 19:09  |
| 3. | ESV Kaufbeuren   | 14 | 08 | 2 | 04 | 53:56 | 18:10  |
| 4. | SC Riessersee    | 14 | 06 | 3 | 05 | 45:38 | 15:13  |
| 5. | EV Landshut      | 14 | 05 | 1 | 08 | 47:56 | 11:17  |
| 6. | Krefelder EV     | 14 | 04 | 3 | 07 | 40:55 | 11:17  |
| 7. | Mannheimer ERC   | 14 | 03 | 2 | 09 | 38:60 | 08:20  |
| 8. | Preussen Krefeld | 14 | 01 | 3 | 10 | 37:68 | 05:23  |

Abkürzungen: Sp = Spiele, S = Siege, U = Unentschieden, N = Niederlagen.

Erläuterungen: Meisterrunde, Abstiegsrunde

## Meisterrunde
|    |                | Sp | S  | U | N  | Tore    | Punkte |
| -- | -------------- | -- | -- | - | -- | ------- | ------ |
| 1. | EV Füssen      | 20 | 17 | 2 | 01 | 117:036 | 36:04  |
| 2. | EC Bad Tölz    | 20 | 11 | 2 | 07 | 801:070 | 24:16  |
| 3. | SC Riessersee  | 20 | 09 | 3 | 08 | 070:066 | 21:19  |
| 4. | ESV Kaufbeuren | 20 | 09 | 2 | 09 | 071:090 | 20:20  |

Abkürzungen: Sp = Spiele, S = Siege, U = Unentschieden, N = Niederlagen.

Erläuterungen: Meister.

## Abstiegsrunde
|    |                  | Sp | S  | U | N  | Tore    | Punkte |
| -- | ---------------- | -- | -- | - | -- | ------- | ------ |
| 1. | EV Landshut      | 20 | 08 | 3 | 09 | 068:072 | 19:21  |
| 2. | Mannheimer ERC   | 20 | 07 | 4 | 09 | 063:071 | 18:22  |
| 3. | Krefelder EV     | 20 | 06 | 5 | 09 | 065:075 | 17:23  |
| 4. | Preussen Krefeld | 20 | 01 | 3 | 16 | 050:105 | 05:35  |

Abkürzungen: Sp = Spiele, S = Siege, U = Unentschieden, N = Niederlagen.

Erläuterungen: Abstieg.

## Ranglisten

### Beste Torschützen
| Spieler        | Team           | Spiele | Tore |
| -------------- | -------------- | ------ | ---- |
| Peter Rohde    | Mannheimer ERC | 20     | 21   |
| Horst Schuldes | SC Riessersee  | 20     | 18   |
| Georg Scholz   | EV Füssen      | 20     | 18   |

### Beste Verteidiger
| Spieler            | Team           | Spiele | Tore |
| ------------------ | -------------- | ------ | ---- |
| Sylvester Wackerle | SC Riessersee  | 20     | 13   |
| Leonhard Waitl     | EV Füssen      | 20     | 11   |
| Werner Lorenz      | Mannheimer ERC | 20     | 6    |

## Kader des Deutschen Meisters
| Deutscher Meister EV Füssen | Torhüter: Harry Lindner, Günther Knauss Verteidiger: Paul Ambros, Rudolf Simon, Hansjörg Nagel, Peter Schwimmbeck, Leonhard Waitl, Rudolf Thanner Angreifer: Siegfried Schubert, Ernst Trautwein, Gustav Hanig, Walter Krötz, Manfred Gmeiner, Georg Scholz, Rudolf Gröger, Helmut Zanghellini, Ernst Köpf, Gerd Junghanns Cheftrainer: Markus Egen |